# Georges Noël
Georges Noël, né le 25 décembre 1924 à Béziers et mort le 26 novembre 2010 à Paris, est un peintre, sculpteur, dessinateur, et une figure majeure de l’art abstrait français depuis l’après-guerre jusqu'aux années 2000.
Proche de l'art informel, de la peinture gestuelle et du matiérisme, Georges Noël a toujours préservé son indépendance vis-à-vis des mouvements et chapelles artistiques, tant en France qu’aux États-Unis, où il a résidé de 1968 à 1983. Ceci explique en partie une relative méconnaissance de son nom et de son œuvre parmi le public de l’art français, régulièrement déplorée par de nombreux journalistes, conservateurs et critiques,.

## Biographie
Georges Noël Germain Bédard, dit « Georges Noël », naît le jour de Noël de l’année 1924, à Béziers, dans une famille d'origine catalane. Deux ans plus tard ses parents, Élie et Irène Bédard, viennent s’installer à Pau où ils ouvrent une droguerie, au 8, rue d’Etigny. Peintre décorateur, fils d’un restaurateur d’église, son père l’initie très tôt aux techniques artisanales de la décoration, du veinage du faux bois au faux marbre, à la fresque, au trompe l’œil. « Mon père a restauré des cathédrales avec son père. J'ai hérité cette fibre indépendante de l'homo faber. » : Georges Noël acquiert ainsi une sûreté de main, une virtuosité et un sens du matériau remarquables. Durant l’Occupation, à 18 ans, il rejoint la Résistance aux côtés de son père, qui est alors un des responsables du réseau « Bourgogne » des Forces Françaises Combattantes, chargé d’évacuer vers l’Espagne les aviateurs alliés abattus en France. Ce dernier meurt dans les derniers mois de la guerre.

### Première période parisienne (1956-1968)
Pendant ses études à Pau, il suit des cours de peinture en plein air auprès du peintre Armand Petitjean, avec son jeune frère Jean-Claude (qui deviendra l’artiste Jean-Claude Bédard, 1928-1982). Muni d'un brevet de dessinateur industriel, Georges rejoint en 1947 l’entreprise aéronautique Turboméca, à Pau, où il excelle à la planche à dessin : « Nous dessinions des turboréacteurs. Mais j'étais déjà enfoncé jusqu'au cou dans la peinture. » Entre la fin des années 1940 et le début des années 1950, ses portraits et ses paysages, très stylisés, laissent progressivement place à une production abstraite qu'il aura tendance à renier par la suite. Après neuf ans comme dessinateur industriel et peintre amateur, marié et père de deux filles, Catherine et Isabelle, sa vocation profonde le pousse à quitter Pau et Turboméca pour tenter sa chance à Paris comme artiste. En 1956, établi avec sa famille en banlieue parisienne, il loue un espace d'atelier rue de Vaugirard, chez une amie proche de Jean Dubuffet, Sybille Boiffard, au fond d'une cour peuplée d'autres ateliers. Il se mêle rapidement au monde de l'art parisien, et cherche obstinément à désapprendre la virtuosité et l'académisme de ses débuts : « Je voulais enlever tout. J'ai tué le dessin d'avant, l'habileté. » Il explore ainsi les voies du matiérisme et de l’art informel, et se forge, expérimentalement, sa propre manière.
Outre les artistes qu’il découvre et qui l’intéressent - Jean Dubuffet, Paul Klee, Mark Tobey, Jackson Pollock, Lucio Fontana - Georges Noël reçoit l’empreinte durable des photos de graffitis recueillis depuis les années trente par son ami Brassaï, qui lui cède un de ses ateliers à Montparnasse. Brassaï qui écrivait à propos des graffitis dans Le Minotaure en 1933 : « Ces signes succincts ne sont rien moins que l’origine de l’écriture, ces animaux, ces monstres, ces démons, ces héros, ces dieux phalliques, rien moins que les éléments de la mythologie. » De même, Georges Noël découvre dans l’écriture gravée, inscrite profondément dans la matière, effacée et superposée, la source d’une mythologie personnelle qu’il n’aura de cesse par la suite d’approfondir et de questionner.

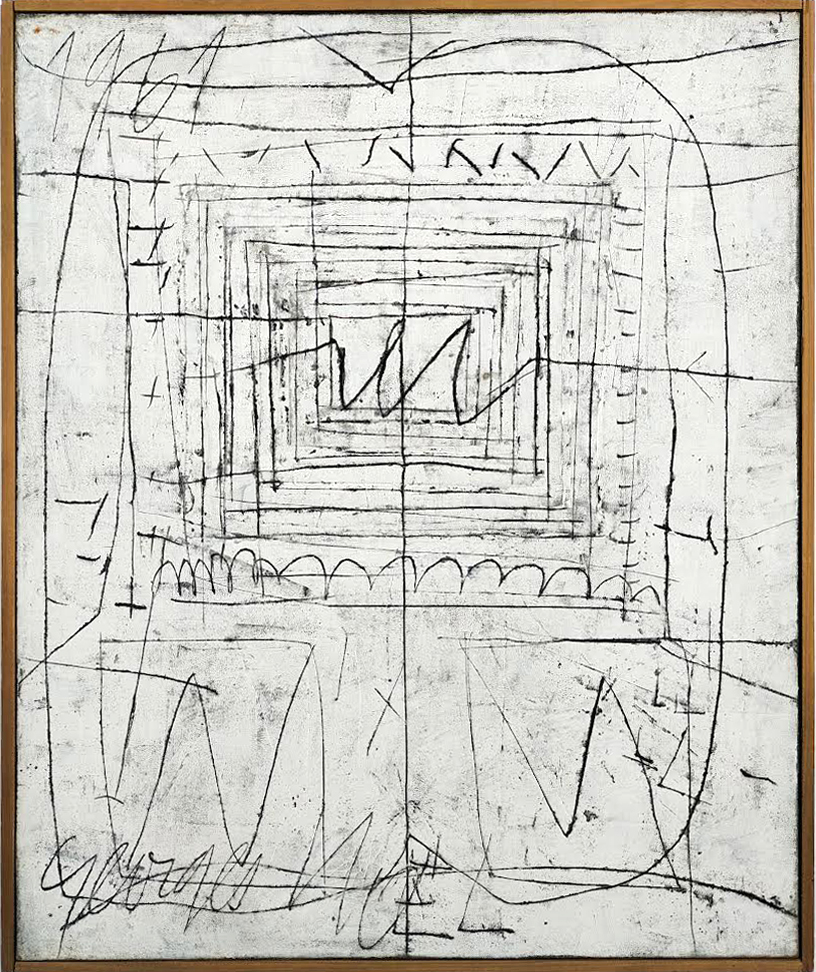
Georges Noël, Petite fenêtre, 1961, technique mixte et collage sur toile, - Photo Lætitia Jardin / Estate of Georges Noël

En 1960, il conçoit un nouveau support, auquel il restera fidèle sa vie durant : un mélange d’acétate de polyvinyle, une colle blanche particulièrement résistante après séchage, de silice, sable ou silex broyé, et de pigments purs : « j'ai besoin d'une matière assez dense, assez volumineuse qui me serve de véhicule - déclare-t-il à Gladys Fabre en 1967 ... L'écriture et le graphisme devront sortir de cette gangue quasi-originelle. » Étalé sur toute la surface, ce support brut, granuleux ou velouté selon les proportions du mélange, permet avant séchage toutes sortes d’inclusions, de superpositions et d'arrachements, de marquages et d’effacements successifs, et surtout ces incisions qui révèlent les couches primitives de l’œuvre, et qui deviendront sa marque de fabrique, sa « griffe ».
Ces écritures et ces réécritures, ces couches successives qui se mêlent en une signification nouvelle et mystérieuse évoquent pour Georges Noël, métaphoriquement, la technique médiévale du palimpseste, concept qui donne son titre à de nombreuses œuvres dans la première moitié des années 1960 : Palimpseste organique, 1959, Grand palimpseste jaune, 1960,  Palimpseste ineffable, 1961, Palimpseste le soir, 1965 … Adepte de « l’écriture automatique » héritée des surréalistes, Georges Noël crée ainsi une graphie inspirée des cultures préhistoriques, archaïques et tribales qui le fascinent, et dont le sens mystérieux se dégage peu à peu au sortir de séances créatrices qui le laissent épuisé. Comme en témoigne sa seconde épouse Margit Rowell, « il pouvait se mettre en état de transe, presque inconscient, et travailler ainsi d’arrache-pied pendant trois semaines. Ensuite, comme les grands sportifs, il lui fallait une semaine pour récupérer ! ».
Georges Noël perçoit dans ces écritures archaïques une énergie humaine, anonyme et universelle, une charge magique dont le sens nous dépasse, mais dont le mystère reste perceptible, physiquement et émotionnellement. Les hiéroglyphes égyptiens, les scarifications africaines, les codex mésoaméricains, les tapas de Mélanésie, ou une simple écriture vue sur un trottoir sont pour lui des signes porteurs d'une force d'envoûtement que l'artiste peut et doit transmettre. En cela, il compare souvent l'artiste au chaman, l'intermédiaire entre une transcendance inconnaissable et le monde humain. A partir du début des années soixante, il classifie à sa manière les signes de toutes origines employés dans ses toiles, comme pour esquisser la grammaire d’un pseudo-langage hermétique qui lui soit propre  - première occurrence d'une syntaxe plus ordonnée qui annonce son évolution ultérieure.
A partir des années 1960, Georges Noël pratique aussi le papier déchiré, comme ses amis Raymond Hains, François Dufrêne et Jacques de la Villeglé. Il intègre souvent dans son œuvre des fragments de journaux, pour créer un fond complexe, mouvant, sur lequel il organise ses "signes". Comme l'incision et la superposition, l'assemblage et le collage sont tout au long de sa vie des constantes de son travail. Fasciné par Lucio Fontana, comme lui il maroufle ses toiles, collant sur la surface de grandes feuilles de papier, qui lui permettent une écriture automatique faite de longs traits ininterrompus. Souvent comparé en cela à Cy Twombly, Georges Noël s'en distingue ainsi : « Quelqu'un comme Cy Twombly caresse la toile ; moi, c'est le soc du laboureur qui veut faire droit, avec des bœufs qui vont un peu à droite, un peu à gauche, plus ou moins profond. Le résultat, c'est une ligne vivante. »
Dès 1957 le photographe et galeriste Paul Facchetti, le premier à exposer Jackson Pollock en Europe, le remarque et le prend sous son aile. S'ensuivent six expositions personnelles de 1960 à 1968, et un contrat l'obligeant à fournir 15 tableaux par mois. Heureusement, Georges Noël travaille vite : « C'est comme en vélo ; si on ralentit, on tombe. » Désormais il vend bien, et à partir de 1960 il expose beaucoup, notamment en Allemagne et aux États-Unis : en 1962 et 1964 à la John Lefebre Gallery de New York, en 1964 à la Dokumenta 3 de Cassel. et de 1962 à 1965 à Düsseldorf, Berlin, Ludwigshafen, Mannheim et Munich.
Dans la seconde moitié des années 1960, la manière de Georges Noël évolue. La thématique du jeu, comme alliance de l'ordre et du hasard, prend une place croissante dans son travail. Entre 1966 et 1968, les palimpsestes laissent progressivement la place à de nouvelles séries titrées « Patchworks », « Scores », « Batailles navales », « Tic Tac Toe », « Computers ». Comme le signale Gladys Fabre, « la structuration croissante [de son] langage plastique dans les années 60 » se traduit par l'apparition dans son œuvre de "grilles", de tracés géométriques orthogonaux ou circulaires réalisés à la main, et aussi « un amenuisement progressif de la matière. » Selon Margit Rowell, cette sorte de « révolte contre son œuvre antérieure » le pousse également à abandonner «le tracé manuel au profit d'empreintes, réalisée notamment à l'aide de pochoirs métalliques. » Et à propos de révolte, en mai 1968 Georges Noël crée sa seule œuvre directement politique, une affiche montrant une cible criblée de balles, où l'on peut lire : « Homme libre, Art libre ». Pourtant il ne se sent pas vraiment libre en France, bridé dans son besoin d'évolution et son esprit d'aventure (Malraux lui avait dit en 1959 : « Je reconnais dans vos yeux ce souffle de l'aventure qui m'anima et que je connais. L'art est une aventure dangereuse. » Facchetti n'approuve pas les nouvelles directions prises par l'artiste, et  après dix ans de succès chez le galeriste, Georges Noël éprouve le besoin de « briser le moule ».

### Période américaine (1968-1983)
En 1964, lors d'un premier voyage aux États-Unis avec Margit Rowell, Georges Noël se confronte à la vitalité de l’expressionnisme abstrait et du minimalisme américain, et découvre notamment les œuvres d'Agnès Martin. La création américaine, alors peu montrée  en France, lui apparaît comme un stimulant puissant, un défi à sa mesure. A la fin de l'année 1968, on lui propose un poste d'enseignant d'un an à la Minneapolis College of Art and Design qu'il accepte immédiatement - sans parler un mot d'anglais. Un an plus tard, à peu près anglophone, Georges Noël s'installe à New York dans le quartier encore abordable de SoHo, qui commence juste à se peupler d'ateliers et de galeries.
Tout d'abord, il vend peu. Margit Rowell décroche au Guggenheim Museum un poste de chargée de recherche à la conservation, et le couple vit tout d'abord sur ce seul salaire. Georges Noël lutte pour s'adapter à un nouveau contexte : un milieu artistique plus âpre, une ville plus dure, des impératifs esthétiques plus radicaux :« Aux États-Unis, je me suis rendu compte que tout était planifié et codifié d'une manière différente et qu'il fallait que je remette mon propre compteur à zéro. Pour que je puisse établir un système de mesures correct de l'espace physique dans lequel je me trouvais, j'ai supprimé tout ce qui me constituait auparavant : / La matière / La couleur / Le signe informel. » Il faut nuancer cette déclaration, car on l'a vu, l’évolution de Georges Noël depuis 1965 avait amplement préparé cette révolution. Après un temps d'expériences et de recherches, Il s'adapte : « C'était l'époque des shaped canvas et du hard edge, des lignes géométriques. J'ai fait des accumulations informelles de signes formels, ce qui donne un espace tout à fait différent. C'est l'espace américain. Pollock, ça part, ça fout le camp, quand ça arrive dans un angle ça revient, ça s'approprie un territoire, un claim. J'ai quitté l'espace cubiste bien fermé pour m'installer dans l'espace ouvert de l'Amérique. »             

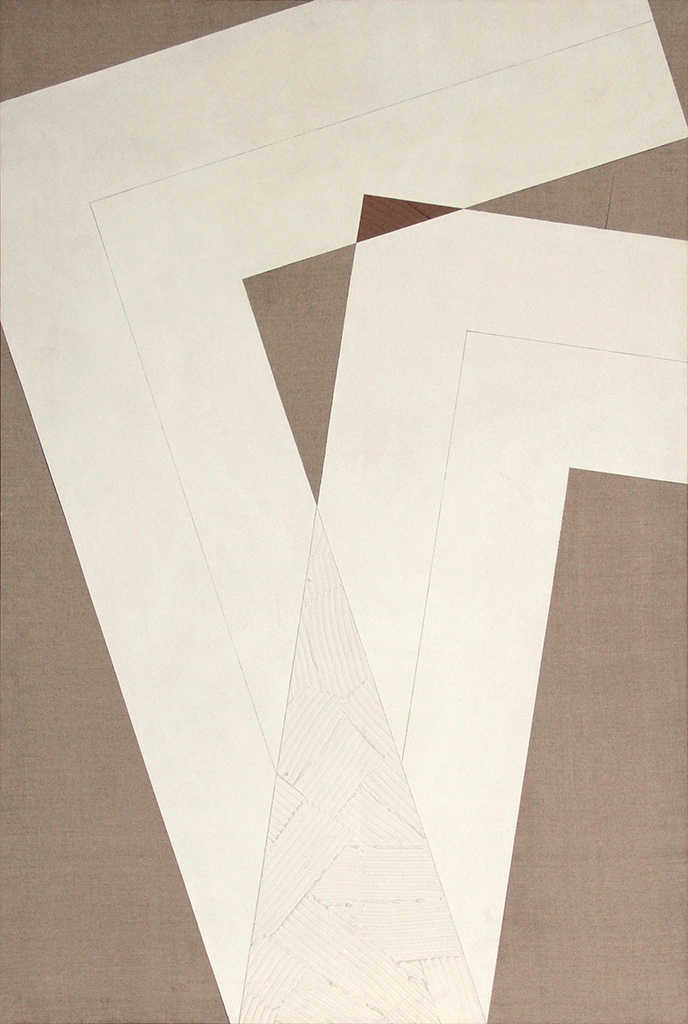
Georges Noël, Grand Totem, 1976, technique mixte sur toile, 195 x 130 cm - Photo Lætitia Jardin / Estate of Georges Noël

Georges Noël met à profit cette liberté retrouvée pour se forger un nouveau langage dont la netteté géométrique, dans la lignée de ses dernières recherches parisiennes, paraît aux antipodes de la manière qui l'avait fait connaître en France. Puis les événements s'enchaînent heureusement : Denise René, qui apprécie son œuvre depuis longtemps, expose Georges Noël dans sa galerie new-yorkaise, où le grand marchand américain Harold Diamond le remarque et le présente à la Pace Gallery. S'ensuit une première exposition en 1973, très bien reçue. La presse est élogieuse, telle Barbara Rose dans le New York Magazine : « Noël fait partie d'un groupe d'artistes européens expatriés qui ont fait de New York leur résidence car ils pensent que l'art doit être fait là où la concurrence est la plus forte. Ses peintures élégantes et précises relèvent d'une abstraction géométrique qu'on pourrait croire issue de la tradition constructiviste. Elles sont pourtant de loin plus complexes, à la fois visuellement et intellectuellement (...). A la place de l'illusion d'une fuite en profondeur propre à la peinture traditionnelle ou cubiste, nous avons de véritables couches d'espace superposées derrière la surface. Le dessin est introduit pour ajouter de l'ambiguïté à l'espace et les formes découpées sont élaborées avec des grilles finement dessinées. Ce que j'ai particulièrement aimé dans ces peintures, c'est le sentiment qu'un système était en gestation, mais malgré tous mes efforts, je ne suis pas arrivée à déchiffrer ce système. » Cette critique indique que Georges Noël, malgré son évolution radicale en apparence, reste profondément fidèle aux données fondamentales de son art, l'épaisseur de la surface picturale, la superposition, la confrontation ambigüe de la matière et du dessin. Quant à sa technique, d'une précision absolue, elle rappelle celle du dessinateur industriel qu'il fut dans une autre vie.
La Pace Gallery lui offre deux autres expositions personnelles à New York, en 1975-76 et 1978. Georges Noël expose également régulièrement à Paris, à Zürich et en Allemagne. Le bouillonnement artistique new-yorkais l'intéresse, et les innombrables galeries de SoHo sont à sa porte. Il parcourt la ville en tous sens. Très vite, il retrouve le goût de la matière, mais l'utilise différemment : une de ses dernières séries américaines, les Brownstones, inclut un sable pigmenté légèrement pailleté inspiré de la pierre rouge du même nom, typique des vieux immeubles new-yorkais. Il parcourt aussi le monde latino-américain, le Mexique, le Pérou, l’Équateur, l’Amazonie, et ravive une fascination de toujours pour l'art indigène et précolombien. Il explore de nouvelles voies, notamment une sculpture faite de pièces de métal découpées, et des reliefs, réalisés le plus souvent par assemblages géométriques de formes en bois. Sur ses toiles son emploi des 'grilles' se complexifie : « En 1980, à la fin de cette période américaine, Georges Noël prévoit l'avenir : "J'arrive à des superpositions de grilles tellement anarchiques que je suis dans l'informel pur, une deuxième fois, comme en 1960" [Interview avec Gladys Fabre en janvier 1985]. »                
A partir des années 1980, le contexte artistique devient plus difficile. La Pace Gallery expose triomphalement Julian Schnabel, l'art figuratif revient en force et domine le marché, l'art abstrait se trouve brusquement démonétisé. La Pace Gallery rompt alors ses relations avec ses artistes abstraits, dont Georges Noël. Habitué aux marchands européens défendant leurs artistes contre vents et marées, il ressent cela comme une trahison. Les expositions deviennent plus rares, les ventes aussi. De l'autre côté de l'Atlantique, le contexte apparaît plus favorable qu'il ne l'était quinze ans auparavant. En 1981, avec l'arrivée au pouvoir de François Mitterrand et le volontarisme du nouveau ministre de la Culture Jack Lang, l'art contemporain connaît un net renouveau, que l'on constate aussi dans toute l'Europe. Ainsi le retour de Georges Noël en France correspond à un double mouvement, l'un extérieur - le dégoût du mercantilisme américain - et l'autre intérieur - un besoin de retrouver artistiquement ses marques dans un contexte favorable. Georges Noël résume ainsi : « En fait, ce sont les raisons qui m'ont fait partir qui m'ont fait revenir. Going west ... going east. Changer de bocal. »                              

### Seconde période parisienne (1983-2010)
Claude Renard, fondateur du Centre international de Création artistique, la collection d'art contemporain de la Régie Renault, propose à Georges Noël une grande exposition de ses sculptures et reliefs à l'abbaye de Sénanque, en mai-juillet 1983, alors que Margit Rowell, devenue conservateur en chef des collections au Guggenheim, se voit proposer un poste dans l'équipe de Dominique Bozo au Musée national d'Art Moderne du Centre Pompidou. Il n'en faut pas plus pour que Georges et Margit décident de traverser l'Atlantique et de revenir à Paris. La vente d'un loft new-yorkais permet à Georges d'acheter un vaste atelier dans le XIe arrondissement, rue Sedaine, dans le quartier de la Bastille. L'exposition de Sénanque est un succès, et sur cette lancée il approfondit son travail d'assemblages et de sculptures, produisant des séries de diptyques et triptyques monumentaux, souvent construits à partir de chutes de travaux antérieurs. A cette période et dès 1983, l'écriture refait son apparition dans son œuvre, elle court sur ses reliefs sans tenir compte des surfaces imbriquées qui les composent. Georges Noël formule ainsi cet apparent retour en arrière : « J'ai senti la nécessité de reprendre les données de mon ancien langage. Je me suis rendu compte que l'informel me fascinait et que la période existentialiste que j'ai vécue dans l'après-guerre, celle de la vie de l'instant qui a vu la naissance de l'informel, était ce avec quoi je vivais le mieux. Donc je suis revenu à une nouvelle période informelle en creusant dans mes propres sources. »   

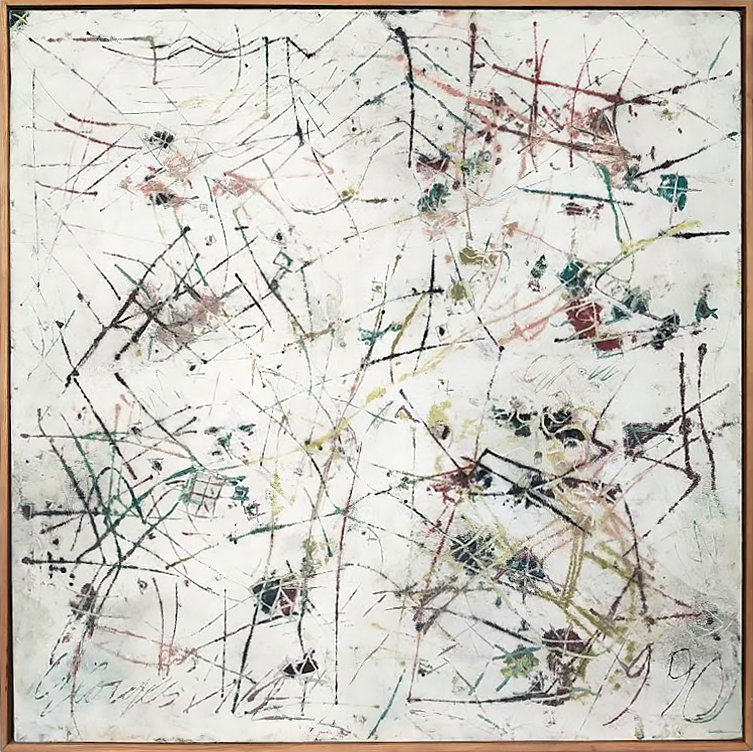
Georges Noël, Jaillissement du printemps, 1990, technique mixte sur toile, 162 x 162 cm - Photo Lætitia Jardin / Estate of Georges Noël

En réalité Noël semble faire désormais la synthèse entre sa période informelle et le formalisme apparent de sa période américaine. Si retour aux sources il y a, ses sources sont multiples, et régulièrement renouvelées. Ainsi, après avoir créé à partir de 1982 divers objets qu'il qualifie de 'magiques', Gris-gris, Weapons, Pièges, Boucliers, Masques, il découvre en 1984 les jardins zen du Japon, et en 1985 la culture et les rituels Dogon du Mali et du Burkina-Faso, rencontres qui alimentent à leur tour de nouvelles œuvres. Progressivement, il s'investit dans les peintures en relief, assemblages de bois ou de matériaux de récupération collés et recouverts de sables colorés, puis à partir de 1987 il revient aux œuvres en deux dimensions, à la notion de palimpseste (avec sa série de Nouveaux Palimpsestes) et à l'écriture automatique de ses débuts : « Georges Noël donne l'impression d'abandonner la structure qui, en réalité, devient mentale. Paraphrasant Cézanne, il dit : "Quand l'écriture est à son zénith, la forme est à sa plénitude". »  

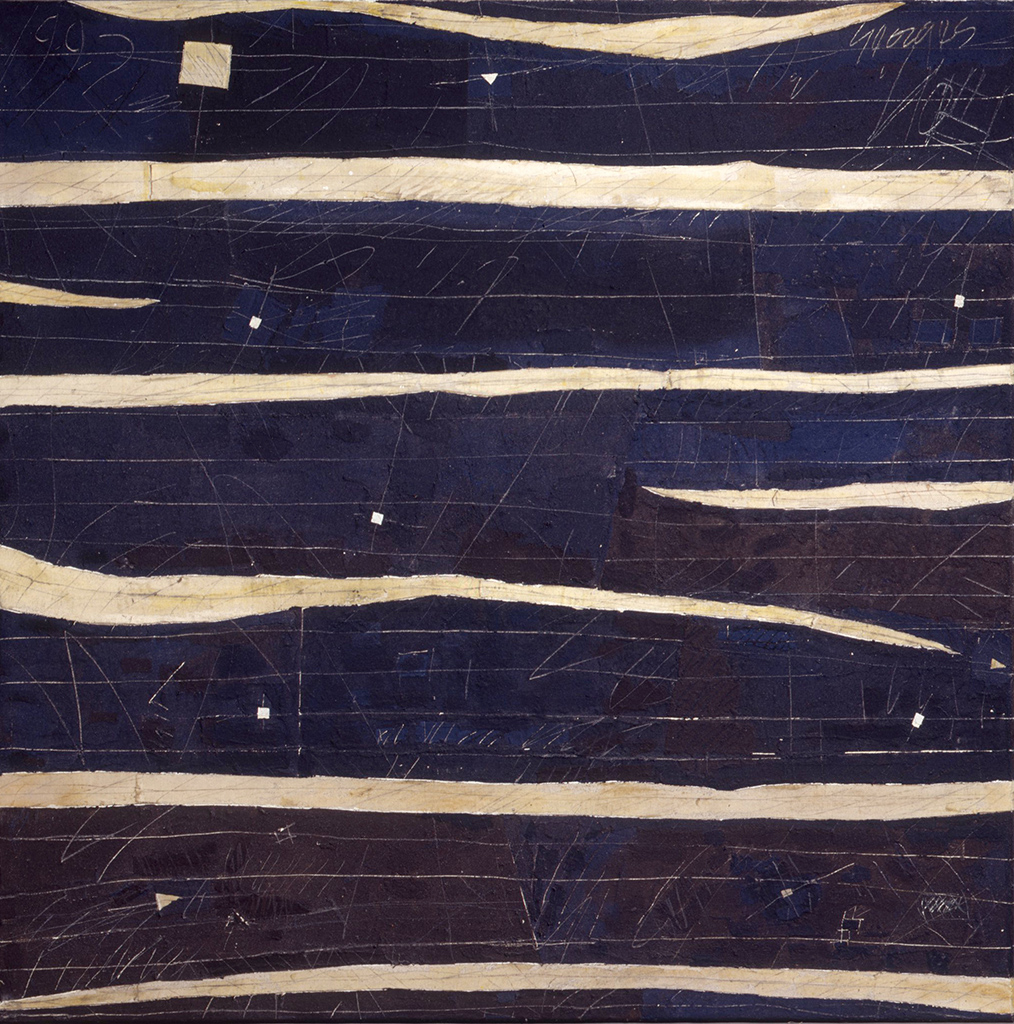
Georges Noël, Le nœud gordien, 1992, technique mixte sur toile, 195 x 195 cm - Photo Lætitia Jardin / Estate of Georges Noël

Les années 1980 et 1990 sont pour Georges Noël des décennies fastes, avec trois à cinq expositions par an, surtout en Allemagne, en Italie, au Japon et à New York. Malgré une grande rétrospective en 1985 au Centre National des Arts plastiques de la rue Berryer, son accueil en France est moins facile, après dix ans d'absence de la scène parisienne. Il reçoit néanmoins plusieurs grosses commandes publiques, notamment en 1991 une peinture monumentale, The Black Rider (3,4 mètres sur 5) pour le nouveau conservatoire de la Cité de la musique construit par Christian de Portzamparc, une œuvre sombre et touffue inspirée de l'opéra romantique allemand Der Freischütz de Weber, et en 2003 une autre de dimensions comparables commandée par Elizabeth de Portzamparc pour l'Ambassade de France à Berlin. Il continue à travailler et à expérimenter avec des matériaux nouveaux et à réaliser des grands formats. En 1996 la Kunsthalle de Mannheim, et en 1997 le Kunstverein de Wolfsburg célèbrent ses quarante ans de création. Enfin une grande rétrospective de sa peinture est présentée en 2006 au Musée des Beaux-Arts de Pau, la ville de son enfance. Georges Noël décède à Paris le 26 novembre 2010, à l'âge de 85 ans.
Après la disparition de l'artiste, son œuvre continue à être régulièrement exposée en France et dans le monde. 

## Principales collections publiques et privées
| Zones géographiques | Pays      | Ville            | Collection                                            |
| ------------------- | --------- | ---------------- | ----------------------------------------------------- |
| Europe              | France    | Paris            | Musée national d’art moderne, Centre Georges Pompidou |
| Europe              | France    | Paris            | Musée d’Art moderne de la Ville de Paris              |
| Europe              | France    | Paris            | Bibliothèque Nationale                                |
| Europe              | France    | Paris            | Cité de la Musique                                    |
| Europe              | France    | Paris            | Fonds national d'Art Contemporain (FNAC)              |
| Europe              | France    | Paris            | Collection Pinault                                    |
| Europe              | France    | Paris            | Schlumberger Ltd.                                     |
| Europe              | France    | Paris            | FRAC Ile-de-France                                    |
| Europe              | France    | Sélestat         | FRAC Alsace                                           |
| Europe              | France    | Orléans          | FRAC Centre                                           |
| Europe              | France    | Metz             | FRAC Lorraine                                         |
| Europe              | France    | Amiens           | FRAC Picardie                                         |
| Europe              | France    | Saint-Priest     | ADAC Centre d'Art Contemporain, Saint-Priest          |
| Europe              | France    | Bourg-en-Bresse  | Musée de Brou                                         |
| Europe              | France    | Menton           | Musée des Beaux-Arts                                  |
| Europe              | France    | Nantes           | Musée d’arts de Nantes                                |
| Europe              | France    | Pau              | Musée des Beaux-Arts                                  |
| Europe              | France    | Valence          | Musée des Beaux-Arts                                  |
| Europe              | Allemagne | Berlin           | Nationalgalerie                                       |
| Europe              | Allemagne | Berlin           | Ambassade de France                                   |
| Europe              | Allemagne | Ludwigshafen     | Kulturhaus des Stadt Ludwigshafen                     |
| Europe              | Allemagne | Mannheim         | Städtische Kunsthalle                                 |
| Europe              | Allemagne | Mannheim         | Mannheimer Versicherungen                             |
| Europe              | Suisse    | Lausanne         | Musée cantonal des Beaux-Arts de Lausanne             |
| Europe              | Norvège   | Høvikodden (en)  | Henie Onstad Kunstsenter                              |
| Europe              | Pologne   | Lodz             | Muzeum Sztuki (en)                                    |
| Amérique du nord    | USA       | New York         | Metropolitan Museum of Art                            |
| Amérique du nord    | USA       | New York         | Solomon R. Guggenheim Museum                          |
| Amérique du nord    | USA       | New York         | Chase Manhattan Bank                                  |
| Amérique du nord    | USA       | New York         | The Gray Art Gallery                                  |
| Amérique du nord    | USA       | Pittsburgh       | Carnegie Institute                                    |
| Amérique du nord    | USA       | Buffalo          | Albright-Knox Art Gallery                             |
| Amérique du nord    | USA       | Baltimore        | Baltimore Museum of Art                               |
| Amérique du nord    | USA       | St. Louis        | The City Art Museum                                   |
| Amérique du nord    | USA       | Minneapolis      | Walker Art Center                                     |
| Amérique du nord    | USA       | Ridgefield       | The Larry Aldrich Museum                              |
| Amérique du nord    | Canada    | Markham, Ontario | IBM Canada                                            |
| Asie                | Israël    | Jérusalem        | Israël Museum                                         |
| Asie                | Japon     | Gifu             | Tajimi Art Institute                                  |
| Asie                | Japon     | Tokyo            | Ise Cultural Foundation                               |
| Asie                | Thaïlande | Chiang Mai       | MAIIAM Contemporary Art Museum                        |

## Expositions
| Année   | Pays         | Ville              | Lieu                                                                                     | Titre                                                        | Dates (aaaa/mm/jj)            | Textes du catalogue                                             |
| ------- | ------------ | ------------------ | ---------------------------------------------------------------------------------------- | ------------------------------------------------------------ | ----------------------------- | --------------------------------------------------------------- |
| 1951    | France       | Paris              | Galerie Saint-Placide                                                                    | Georges Noël Bédard, Peintures - Dessins                     | 1951 / 02 / 03 1951 / 02 / 17 |                                                                 |
| 1951/53 | France       | Pau                | Galerie Petron                                                                           | Georges Noël Bédard, Peintures - Gouaches - Dessins          | 1951 / 02 / 17                |                                                                 |
| 1953    | France       | Paris              | Galerie Point du Jour                                                                    | Georges Noël Bédard                                          | 1953 / 01 / 20 1953 / 02 / 07 |                                                                 |
| 1960    | USA          | New York           | Galerie John Lefebre                                                                     | Georges Noël                                                 | 1960                          |                                                                 |
| 1960    | France       | Paris              | Galerie Paul Facchetti                                                                   | Georges Noël                                                 | 1960 / 03 / 30                | Charles Estienne                                                |
| 1961    | Italie       | Milan              | Galleria Lorenzelli                                                                      | Georges Noël                                                 | 1961 / 01                     | Bruno Alfieri, J.L. Mouret, Claude Rivière, Jean Cathelin       |
| 1961    | France       | Paris              | Galerie Paul Facchetti                                                                   | Georges Noël                                                 | 1961 / 06 / 14                | René Berger                                                     |
| 1962    | USA          | New York           | Galerie John Lefebre                                                                     | First one man show in USA, Georges Noël Recent paintings     | 1962 / 04 / 24 1962 / 05 / 19 | Herta Wescher                                                   |
| 1962    | Allemagne    | Düsseldorf         | Galerie Niepel                                                                           | Georges Noël                                                 | 1962 / 06 / 08                | René Berger                                                     |
| 1963    | France       | Paris              | Galerie Paul Facchetti                                                                   | Georges Noël                                                 | 1963                          |                                                                 |
| 1963    | Allemagne    | Berlin             | Galerie Werner und Katz                                                                  | Georges Noël                                                 | 1963 / 10 / 09                | André Malraux - Georges Noël                                    |
| 1964    | France       | Paris              | Galerie Paul Facchetti                                                                   | Georges Noël                                                 | 1964 / 05 / 18                | Henri Raynal                                                    |
| 1964    | USA          | New York           | Galerie John Lefebre                                                                     | Recent paintings                                             | 1964 / 09 / 16 1964 / 10 / 09 | Jean Cathelin                                                   |
| 1965    | France       | Paris              | Galerie Paul Facchetti                                                                   | Georges Noël                                                 | 1965 / 02 / 23 1965 / 02 / 27 |                                                                 |
| 1965    | Allemagne    | Ludwigshafen Rhein | Kulturhaus der Stadt                                                                     | Georges Noël (avec Rudi Baerwind)                            | 1965 / 09 / 3-30              |                                                                 |
| 1965    | Allemagne    | Mannheim           | Galerie Margarete Lauter                                                                 | Nouveaux Réalistes (avec Rudi Baerwind)                      | 1965 / 09 / 10 1965 / 10 / 13 | Claude Rivière                                                  |
| 1965    | Allemagne    | Munich             | Galerie Heseler                                                                          | Georges Noël (avec Rudi Baerwind)                            | 1965 / 10 / 26 1965 / 11 / 20 | Juliane Roh                                                     |
| 1967    | France       | Paris              | Galerie Paul Facchetti                                                                   | Dessins                                                      | 1967 / 10 / 07 1967 / 10 / 13 |                                                                 |
| 1967    | Italie       | Rome               | Galleria Cadario                                                                         | Georges Noël                                                 | 1967                          |                                                                 |
| 1968    | France       | Paris              | Galerie Paul Facchetti                                                                   | Batailles Navales, Scores, Computers                         | 1968 / 05 / 17 1968 / 07 / 11 | Margit Rowell                                                   |
| 1969    | USA          | Minneapolis        | The Martin Gallery                                                                       | Exhibition of New Works (Paintings and Collages)             | 1969 / 03 / 29 1969 / 04 / 30 |                                                                 |
| 1970    | Suisse       | Zürich             | Galerie Paul Facchetti                                                                   | Georges Noël                                                 | 1970                          |                                                                 |
| 1970    | Grèce        | Athènes            | Galerie T. Zoumboulakis, P. Facchetti                                                    | Georges Noël                                                 | 1970                          |                                                                 |
| 1973    | USA          | New York           | The Pace Gallery                                                                         | Georges Noël                                                 | 1973 / 02 / 10 1963 / 03 / 07 |                                                                 |
| 1974    | USA          | Boston             | Harkus Krakow Rosen Sonnabend Gallery                                                    | Georges Noël (with André Derain)                             | 1974 / 03 / 16 1974 / 04 / 13 |                                                                 |
| 1975    | USA          | New York           | The Pace Gallery                                                                         | New Paintings                                                | 1975 / 12 / 06 1976 / 01 / 03 |                                                                 |
| 1976    | USA          | Buffalo            | Nina Freudenheim Gallery                                                                 | New Paintings                                                | 1976 / 02 / 14                |                                                                 |
| 1976    | France       | Paris              | Galerie Stevenson & Palluel                                                              | Peintures 1976,                                              | 1976 / 02 / 17 1976 / 03 / 12 |                                                                 |
| 1976    | Suisse       | Zürich             | Galerie André Emmerich                                                                   | Paintings and Drawings 1960-1976                             | 1976 / 09 / 03 1976 / 10 / 02 |                                                                 |
| 1976    | France       | Paris              | FIAC 76, Galerie Paul Facchetti                                                          | Georges Noël                                                 | 1976 / 10 / 16 1976 / 10 / 24 |                                                                 |
| 1977    | Suisse       | Zürich             | Galerie André Emmerich                                                                   | Georges Noël                                                 | 1977                          |                                                                 |
| 1977    | France       | Paris              | Galerie Stevenson & Palluel                                                              | Georges Noël                                                 | 1977                          |                                                                 |
| 1978    | USA          | New York           | Max Hutchinson Gallery                                                                   | Georges Noël                                                 | 1978                          |                                                                 |
| 1978    | GB           | Londres            | Waddington Galleries                                                                     | Georges Noël                                                 |                               |                                                                 |
| 1978    | USA          | New York           | The Pace Gallery                                                                         | Recent Paintings                                             | 1978 / 01 / 14 1978 / 02 / 11 |                                                                 |
| 1978    | USA          | Buffalo            | Nina Freudenheim Gallery                                                                 | Collages                                                     | 1978 / 03 / 25 1978 / 04 / 27 |                                                                 |
| 1980    | Allemagne    | Mannheim           | Galerie Lauter                                                                           | Gouaches et reliefs de Georges Noël 1958-1980                | 1980 / 10 / 24 1980 / 11 / 19 | Gladys C. Fabre                                                 |
| 1980    | USA          | Buffalo            | Nina Freudenheim Gallery                                                                 | New Paintings                                                | 1980 / 11 / 22 1980 / 12 / 31 |                                                                 |
| 1981    | France       | Paris              | Galerie de France                                                                        | Sculptures                                                   | 1981 / 02 / 10 1981 / 03 / 30 | Hubert Damisch                                                  |
| 1982    | USA          | Buffalo            | Nina Freudenheim Gallery                                                                 | Georges Noël                                                 | 1982                          |                                                                 |
| 1983    | France       | Gordes             | Centre International de Création Artistique /Abbaye de Sénanque                          | Reliefs-Peintures 1982-1983                                  | 1983 / 05 / 07 1983 / 07 / 03 | Yves Michaud                                                    |
| 1983    | France       | Caen               | Théâtre Municipal                                                                        | Itinéraire 1957/1983                                         | 1983 / 10 / 29 1983 / 12 / 10 | Gladys C. Fabre, Interview                                      |
| 1983    | France       | Paris              | Espace Alternatif Créatis et Paul Facchetti                                              | Georges Noël                                                 | 1983 / 12 / 20 1984 / 01 / 28 |                                                                 |
| 1984    | France       | Paris              | American Center                                                                          | Tableaux Blancs                                              | 1984 / 01 / 26 1984 / 03 / 03 | Madeleine Deschamps                                             |
| 1984    | Allemagne    | Mannheim           | Galerie Lauter                                                                           | Georges Noël                                                 | 1984                          |                                                                 |
| 1984    | Italie       | Livorno            | Galleria Peccolo                                                                         | Georges Noël                                                 | 1984 / 02 / 11                | Marco Meneguzzo                                                 |
| 1984    | Japon        | Tokyo              | Tomako Okasaki Gallery                                                                   | Georges Noël                                                 | 1984 / 05 / 21 1984 / 06 / 09 |                                                                 |
| 1984    | France       | Paris              | FIAC 1984, Galerie ABCD (Christian Cheneau)                                              | Georges Noël                                                 | 1984                          | Barbara Rose                                                    |
| 1985    | Burkina Faso | Ouagadougou        | Centre Culturel Méliès                                                                   | 25 ans de Graphisme                                          | 1985 / 02 / 19 1985 / 03 / 05 |                                                                 |
| 1985    | France       | Paris              | Centre National des Arts Plastiques (CNAP)                                               | Georges Noël                                                 | 1985 / 03 / 12 1985 / 04 / 21 | Gladys C. Fabre, Hubert Damisch, Barbara Rose, Georges Noel     |
| 1985    | France       | Paris              | Galerie Christian Cheneau                                                                | Œuvres sur papier                                            | 1985 / 03 / 12 1985 / 04 / 21 |                                                                 |
| 1986    | Italie       | Milan              | Gianfranco Bellora                                                                       | “palinsesti” studio annunciata                               | 1986 / 03 / 19                |                                                                 |
| 1986    | France       | Paris              | FIAC 1986, Galerie Hervé Odermatt                                                        | Georges Noël                                                 | 1986 / 10 / 25 1986 / 11 / 02 |                                                                 |
| 1986    | France       | Paris              | Galerie Hervé Odermatt                                                                   | Peintures récentes                                           | 1986 / 11 / 03 1986 / 12 / 03 |                                                                 |
| 1987    | Italie       | Livorno            | Galleria Peccolo                                                                         | Georges Noël                                                 | 1987 / 01 / 24                | Gladys C. Fabre                                                 |
| 1987    | France       | Saint-Priest       | Galerie Municipale d’Art Contemporain                                                    | Georges Noël: New York / Paris 10 ans d’activité 1976 - 1986 | 1987 / 02 / 03 1987 / 03 / 29 | Gérard Barrière                                                 |
| 1987    | USA          | Buffalo            | Nina Freudenheim Gallery                                                                 | Drawings                                                     | 1987 / 04 / 04 1987 / 04 / 29 |                                                                 |
| 1987    | Allemagne    | Cologne            | Galerie Friedrich                                                                        | Bilder-Zeichnungen (Peintures-Dessins)                       | 1987 / 04 / 30 1987 / 05 / 02 |                                                                 |
| 1987    | France       | Bourg-en-Bresse    | Musée de Brou                                                                            | Georges Noël: New York / Paris 10 ans d’activité 1976 - 1986 | 1987 / 06 / 29 1987 / 08 / 30 |                                                                 |
| 1988    | Allemagne    | Cologne            | Galerie Friedrich                                                                        | “Weapons”, Wandreliefs Riesige Farbholzschnitte              | 1988 / 05 / 01 1988 / 06 / 05 |                                                                 |
| 1988    | USA          | New York           | Arnold Herstand & Cie                                                                    | Paintings & Drawings                                         | 1988 / 09 / 30 1988 / 10 / 03 |                                                                 |
| 1988    | Italie       | Milan              | Centro Culturale d’arte Bellora                                                          | Georges Noël, 1957 - 1988                                    | 1988 / 10 / 05 1988 / 11 / 05 |                                                                 |
| 1988    | France       | Paris              | Franka Berndt                                                                            | “Cut-out”,                                                   | 1988 / 11 / 15 1988 / 12 / 31 |                                                                 |
| 1989    | Italie       | Livorno            | Galleria Peccolo                                                                         | Œuvres sur papier                                            | 1989                          |                                                                 |
| 1989    | Allemagne    | Münster            | Galerie Etage                                                                            | Georges Noël                                                 | 1989 / 02 / 25 1989 / 04 / 03 |                                                                 |
| 1989    | Allemagne    | Berlin             | Galerie Georg Nothelfer                                                                  | Arbeiten von 1958 - 1989                                     | 1989 / 10 / 31 1989 / 12 / 15 | Eszter Gyarmathy, Jean Cathelin, Francine Legrand, Barbara Rose |
| 1990    | Allemagne    | Francfort          | Art Frankfurt, Galerie Baumgarten                                                        | Georges Noël                                                 | 1990                          |                                                                 |
| 1990    | Allemagne    | Düsseldorf         | Galerie Mühlenbusch-Winkelmann                                                           | Leinwande, Arbeiten auf Papier, Collagen                     | 1990 / 03 / 17 1990 / 05 / 04 |                                                                 |
| 1990    | Allemagne    | Freiburg           | Galerie Baumgarten                                                                       | Georges Noël Bilder/Zeichnungen 1961-1989                    | 1990 / 04 / 23 1990 / 05 / 19 |                                                                 |
| 1990    | Allemagne    | Darmstadt          | Galerie Sander                                                                           | Georges Noël (avec Zao Wou-ki)                               | 1990 / 04 / 27 1990 / 06 / 08 | Elizabeth Kuhlmann                                              |
| 1990    | France       | Paris              | Galerie Berthet-Aittouares                                                               | Peintures                                                    | 1990 / 05 / 17                |                                                                 |
| 1990    | GB           | Londres            | Dennis Hotz Fine Art Ltd                                                                 | Paintings 1950 to 1970                                       | 1990 / 10 / 23 1990 / 11 / 16 |                                                                 |
| 1990    | Italie       | Milan              | Galerie Lorenzelli Arte                                                                  | Peintures 1958-1961                                          | 1990 / 11 / 1990 / 12 /       | Bruno Alfiéri                                                   |
| 1990    | USA          | New York           | Arnold Herstand & Cie                                                                    | New Paintings and Drawings                                   | 1990 / 11 / 08 1990 / 12 / 22 | Nancy McDermott Herstand, Eszter Gyarmathy                      |
| 1991    | Allemagne    | Francfort          | Galerie Wild                                                                             | Georges Noël                                                 | 1990 / 01 /                   |                                                                 |
| 1991    | Japon        | Tokyo              | Base Gallery                                                                             | Georges Noël                                                 | 1991 / 04 / 15 1991 / 05 / 25 | Shigeo Chiba                                                    |
| 1991    | Allemagne    | Darmstadt          | Gallerie Sander                                                                          | Materielbilder, Arbeiten auf Papier Graphiken                | 1991 / 09 / 06 1991 / 10 / 12 |                                                                 |
| 1991    | Japon        | Tokyo              | Base Gallery                                                                             | Oeuvres sur Papier                                           | 1991 / 09 / 28 1991 / 10 / 24 |                                                                 |
| 1991    | Allemagne    | Cologne            | Galerie Friedrich                                                                        | Georges Noël                                                 | 1991 /11 / 15 1991 / 12 / 21  |                                                                 |
| 1991    | Suisse       | Zurich             | Galerie Thamm & Sander                                                                   | Georges Noël                                                 | 1991 / 12 / 04 1992 / 01 / 31 |                                                                 |
| 1992    | Japon        | Tokyo              | Base Gallery                                                                             | Georges Noël                                                 | 1992 / 09 / 28 1992 / 10 / 24 |                                                                 |
| 1992    | France       | Paris              | La Teinturerie                                                                           | Papiers, Lithographies et Gravures                           | 1992 / 11 / 05 1992 / 12 / 05 |                                                                 |
| 1992    | Chine        | Zhejiang           | Zhejiang Academy of Fine Arts                                                            | Georges Noël                                                 | 1992 / 12 / 11                |                                                                 |
| 1993    | Allemagne    | Berlin             | Galerie Georg Nothelfer                                                                  | Bilder - Zeichnungen - Grafik                                | 1993 / 03 / 26 1993 / 04 / 30 |                                                                 |
| 1993    | Allemagne    | Ludwigshafen Rhein | Kunstverein                                                                              | Zeichen, Signale, Symbole                                    | 1993 / 12 / 08 1994 / 01 / 22 |                                                                 |
| 1994    | Espagne      | Madrid             | Galeria Jorge Mara                                                                       | Georges Noël                                                 | 1994 / 02 / 1994 / 03 /       | Barbara Rose                                                    |
| 1994    | Allemagne    | Freiburg           | Institut Français                                                                        | Georges Noël                                                 | 1994 / 02 /08 1994 / 03 /08   |                                                                 |
| 1994    | Allemagne    | Freiburg           | Galerie Baumgarten                                                                       | Frühe Assemblagen und Zeichnungen                            | 1994 / 02 / 11 1994 / 03 / 19 |                                                                 |
| 1994    | Allemagne    | Freiburg           | Ausstellungshalle Marienbad                                                              | Neue Bilder und Zeichnungen                                  | 1994 / 02 / 11 1994 / 03 / 13 |                                                                 |
| 1994    | Allemagne    | Dresde             | Galerie der Landeshauptstadt                                                             | Georges Noël                                                 | 1994 / 03 / 13 1994 / 04 / 17 |                                                                 |
| 1994    | Allemagne    | Dresde             | Galerie Rähnitzgasse                                                                     | Georges Noël                                                 | 1994 / 03 / 20 1994 / 04 / 24 |                                                                 |
| 1994    | France       | Aubusson           | École Nationale d’Art Décoratif                                                          | Georges Noël                                                 | 1994 / 06 / 15 1994 / 09 / 16 |                                                                 |
| 1995    | Pays-Bas     | La Haye            | Artline                                                                                  | Georges Noël                                                 | 1995 / 02 / 19 1995 / 03 / 18 | Drs N. Hermans                                                  |
| 1995    | Italie       | Milan              | Studio d’arte Zanoletti                                                                  | L’armonia dei segni                                          | 1995 / 03 / 16 1995 / 05 / 06 |                                                                 |
| 1995    | Italie       | Livorno            | Galleria Peccolo                                                                         | opere 1990 - 94                                              | 1995 / 03 / 18 1995 / 04 / 25 | Massimo Carboni                                                 |
| 1996    | Allemagne    | Mannheim           | Städtische, Kunsthalle                                                                   | De Porte Magique à Cosmogonie                                | 1996 / 09 / 14 1997 / 02 / 02 | Hans-Jürgen Buderer, Susanne Pfleger, Andrea Domesle            |
| 1996    | France       | Paris              | Galerie Kiron                                                                            | Oeuvres récentes                                             | 1996 / 09 / 26 1996 / 11 / 02 |                                                                 |
| 1996    | Allemagne    | Mannheim           | Galerie Peter Zimmermann                                                                 | Gemälde und Arbeiten auf Papier                              | 1996 / 11 / 08 1996 / 12 / 21 |                                                                 |
| 1996    | Allemagne    | Cologne            | Galerie Georg Nothelfer                                                                  | Art Cologne                                                  | 1996 / 11 / 10 1996 / 11 / 17 |                                                                 |
| 1997    | Allemagne    | Cologne            | Galerie Friedrich                                                                        | Georges Noël                                                 | 1997                          |                                                                 |
| 1997    | Allemagne    | Wolfsburg          | Kunstverein                                                                              | De Porte Magique à Cosmogonie                                | 1997 / 02 / 23 1997 / 04 / 20 |                                                                 |
| 1997    | Allemagne    | Berlin             | Galerie Georg Nothelfer                                                                  | Neue Arbeiten                                                | 1997 / 04 / 14 1997 / 05 / 24 |                                                                 |
| 1997    | France       | Paris              | Galerie Vidal-Saint Phalle                                                               | Oeuvres récentes                                             | 1997 / 05 / 22 1997 / 05 / 20 |                                                                 |
| 1998    | Allemagne    | Cologne            | Galerie Friedrich                                                                        | Georges Noël                                                 | 1998                          |                                                                 |
| 1998    | Japon        | Tokyo              | Base Gallery                                                                             | Georges Noël                                                 | 1998 / 03 / 24 1998 / 04 / 18 |                                                                 |
| 2000    | Luxembourg   | Luxembourg         | Galerie Lea Gredt                                                                        | Georges Noël                                                 | 2000 / 03 / 24 2000 / 05 / 06 |                                                                 |
| 2000    | Italie       | Livorno            | Galleria Peccolo                                                                         | “La nuit s’agite” opere su carta 2000                        | 2000 / 10 / 07                | Flaminio Gualdoni                                               |
| 2000    | Allemagne    | Mannheim           | Galerie Peter Zimmermann                                                                 | Arbeiten von 1961 bis 2000                                   | 2000 / 10 / 21 2000 / 11 / 25 |                                                                 |
| 2002    | USA          | New York           | Haim Chanin Fine Arts                                                                    | Palimpsest                                                   | 2002 / 09 / 25 2002 / 11 / 02 | Margit Rowell                                                   |
| 2004    | Italie       | Livorno            | Galleria Peccolo                                                                         | “Opere 1957 - 2001”                                          | 2004 / 03 / 27 2004 / 04 / 22 | Georges Noël                                                    |
| 2006    | France       | Pau                | Musée des Beaux-Arts de Pau                                                              | Georges Noël                                                 | 2006 / 12 / 21 2007 / 03 / 19 | Guillaume Ambroise, Patrick Descamps, Margit Rowell             |
| 2007    | France       | Granville          | Granville Gallery                                                                        | Georges Noël                                                 | 2007 / 01 / 27 2007 / 02 / 20 |                                                                 |
| 2007    | France       | Avranches          | Scriptorial d’Avranches                                                                  | L’écriture du geste                                          | 2007 / 02 / 03 2007 / 06 / 03 |                                                                 |
| 2008    | France       | Paris              | Galerie Thessa Herold                                                                    | Chemins d’approche, œuvres de 1959 à 2007                    | 2008 / 04 / 10 2008 / 05 / 17 | Emmanuel Guigon                                                 |
| 2008    | Italie       | Livorno            | Galleria Peccolo                                                                         | Œuvres 1957 - 2007 (50 anni di pittura)                      | 2008 / 10 / 06 2008 / 11 / 12 | Yan Ciret, Marco Meneguzzo                                      |
| 2008    | USA          | Greenwich, CT      | Abby M. Taylor Fine Art                                                                  | Georges Noël: Origins of Graffiti                            | 2008 / 10 / 06 2008 / 11 / 30 |                                                                 |
| 2008    | France       | Paris              | Galerie Catherine Putman                                                                 | Palimpsestes, Oeuvres sur Papier, 1960 - 1990                | 2008 / 11 / 15 2009 / 01 / 17 |                                                                 |
| 2010    | France       | Paris              | Galerie Thessa Herold                                                                    | Sept grands formats 1987 - 1997                              | 2010 / 09 / 16 2010 / 10 / 16 |                                                                 |
| 2012    | France       | Paris              | Galerie Catherine Putman                                                                 | Pochoirs et Collages                                         | 2012 / 03 / 10 2012 / 04 / 28 |                                                                 |
| 2012    | France       | Paris              | Atelier de Georges Noël                                                                  | Georges Noël                                                 | 2012 / 03 / 01 2012 / 04 / 01 |                                                                 |
| 2013    | France       | Paris              | Galerie Thessa Herold                                                                    | Période Américaine, 1969 - 1983                              | 2013 / 05 / 23 2013 / 07 / 11 | April Kingsley, Margit Rowell                                   |
| 2014    | Allemagne    | Berlin             | Galerie Georg Nothelfer                                                                  | Signes fous                                                  | 2014 / 01 / 25 2014 / 02 / 22 |                                                                 |
| 2015    | France       | Paris              | Musée d’Art Moderne de la Ville de Paris                                                 | La Traversée des signes                                      | 2015 / 01 / 22 2015 / 03 / 03 |                                                                 |
| 2017    | Belgique     | Bruxelles          | Galerie Pierre Hallet                                                                    | A weird encounter                                            | 2017 / 06 / 17 2017 / 09 / 09 |                                                                 |
| 2019    | Suisse       | Bâle               | Galerie Dominik Mueller                                                                  | A Touch With the Eye                                         | 2019 / 05 / 17 2019 / 07 / 06 |                                                                 |
| 2020    | Belgique     | Bruxelles          | Galerie Pierre Hallet                                                                    | Georges Noël                                                 | 2020 / 01 / 18 2020 / 03 / 01 |                                                                 |
| 2020    | Italie       | Milan              | Lorenzelli Arte                                                                          | Encountering: Georges Noël                                   | 2020 / 01 / 23 2020 / 05 / 30 | Bruno Alfieri, Margit Rowell                                    |
| 2021    | Allemagne    | Berlin             | Raum III, Strategy Studios, organisée par Elke Giffeler, avec La galerie Georg Nothelfer | L’espace des signes                                          | 2021 / 09 / 13 2021 / 10 / 01 |                                                                 |
| 2021    | Allemagne    | Berlin             | Galerie Georg Nothelfer                                                                  | All that is solid                                            | 2021 / 09 / 16 2021 / 10 / 30 |                                                                 |
| 2022    | France       | Paris              | Galerie Dutko                                                                            | La magie du signe                                            | 2022 / 01 / 29                | Yan Ciret                                                       |

| Date      | Pays                           | Ville                    | Lieu                                                              | Titre                                                                       |
| --------- | ------------------------------ | ------------------------ | ----------------------------------------------------------------- | --------------------------------------------------------------------------- |
| 1957      | France                         | Paris                    | Galerie Henriette Legendre                                        |                                                                             |
| 1957      | France                         | Paris                    | Galerie Paul Facchetti                                            |                                                                             |
| 1958      | France                         | Paris                    | Galerie Paul Facchetti                                            |                                                                             |
| 1958      | France                         | Paris                    | Musée d'art moderne de la ville de Paris                          | 13e Salon des réalités nouvelles                                            |
| 1959      | France                         | Paris                    | Musée d'art moderne de la ville de Paris                          | 1ere Biennale de Paris                                                      |
| 1959      | France                         | Paris                    | Musée d'art moderne de la ville de Paris                          | 14e Salon des réalités nouvelles                                            |
| 1959      | Allemagne                      | Leverkusen               | Städtisches Museum Leverkusen                                     | Neues aus der Neuen Malerei                                                 |
| 1959      | France                         | Paris                    | Galerie Paul Facchetti                                            | 10 ans d'activité                                                           |
| 1960      | France                         | Paris                    | Grand Palais                                                      | Salon Comparaisons                                                          |
| 1961      | Japon                          | Seibu                    |                                                                   |                                                                             |
| 1961      | France                         | Paris                    | Musée d'art moderne de la ville de Paris                          | 2e Biennale de Paris                                                        |
| 1961      | USA                            | Pittsburgh               | Carnegie Institute                                                | Pittsburgh International Exhibition of Contemporary Painting and Sculpture  |
| 1962      | USA                            | New York                 | Galerie John Lefebre                                              | Group Show                                                                  |
| 1963      | Belgique                       | Gand                     |                                                                   | Forum                                                                       |
| 1963      | France                         | Paris                    | Galerie 7                                                         | L’œil de bœuf                                                               |
| 1963      | Suisse                         | Lausanne                 | Musée des Beaux-Arts de Lausanne                                  | 1er Salon international des Galeries-pilotes                                |
| 1963      | Pays-Bas                       | Amsterdam                | Stedelijk Museum Amsterdam                                        | Schrift und Bild                                                            |
| 1963      | Allemagne                      | Baden-Baden              | Museum Baden Baden                                                | Schrift und Bild                                                            |
| 1964      | Allemagne                      | Kassel                   |                                                                   | Documenta III                                                               |
| 1965      | France                         | Paris                    | Musée d'art moderne de la ville de Paris                          | Réalités nouvelles                                                          |
| 1965      | France                         | Paris                    | Musée Galliera                                                    | Promesses tenues                                                            |
| 1965      | Brésil                         | Sao Paulo                | Parque Ibirapuera                                                 | 8e Bienal de Sao Paulo (section française)                                  |
| 1967      | France                         | Paris                    | Musée Galliera                                                    | L'âge du Jazz                                                               |
| 1967      | Canada                         | Montréal                 | Habitat 67                                                        | Exposition universelle                                                      |
| 1967      | Allemagne                      | Ludwigshafen Rhein       | Burgermeister-Ludwig-Reichert-Haus                                | Das Blaue Bild                                                              |
| 1968      | France                         | Saint-Paul de Vence      | Fondation Maeght                                                  | L'art vivant                                                                |
| 1968      | France                         | Menton                   |                                                                   | 7e Biennale de peinture                                                     |
| 1968-69   | Italie                         | Milan                    | Palazzo dell'Arte                                                 | 14e Triennale di designo                                                    |
| 1968-69   | Canada                         | Montréal                 |                                                                   | Montréal II, Exhibition of French Painting for the Iron Curtain Countries   |
| 1970      | USA                            | New York                 |                                                                   | Elektra 70                                                                  |
| 1975      | Allemagne                      | Düsseldorf               | Galerie Denise René-Hans Mayer                                    | Malen-Schreiben-Malen                                                       |
| 1976      | Allemagne                      | Mannheim                 | Galerie Lauter                                                    |                                                                             |
| 1977      | USA                            | New York                 | Ten Downtown                                                      | Ten Years at P.S. 1                                                         |
| 1977      | Irlande                        | Dublin                   |                                                                   | Rosc'77, The Poetry of Vision                                               |
| 1978-79   | USA                            | New York                 | The Pace Gallery                                                  | Grids                                                                       |
| 1979      | USA                            | New York                 | Gray Arts Gallery                                                 | American Paintings: The Eighties                                            |
| 1980      | USA                            | Milwaukee                | Gallery 700                                                       | The Continuing Tradition of American Abstraction                            |
| 1980      | USA                            | Buffalo, New York        | Nina Freudenheim Gallery                                          | Drawings                                                                    |
| 1982      | France                         | Paris                    | Galerie Zabriskie                                                 | Le relief mural en France de 1955 à nos jours                               |
| 1984      | France                         | Nice                     | Villa Arson                                                       | Écritures dans la peinture                                                  |
| 1984      | France                         | Paris                    | Centre national des Arts Plastiques                               | Charles Estienne et l'art à Paris, 1945-1966                                |
| 1984      | France                         | Paris                    | Grand Palais                                                      | Grands et jeunes d'aujourd'hui                                              |
| 1984      | France                         | Paris                    | Paris Art Center                                                  | Carte Blanche à Denise Renée                                                |
| 1984-85   | Côte d'Ivoire - Mali - Sénégal | Abidjan - Bamako - Dakar | Centre culturel français                                          | Rencontres                                                                  |
| 1985      | Belgique                       | Bruxelles                | Centre d'art contemporain                                         | Signes et écritures                                                         |
| 1986      | Italie                         | San Miniato              |                                                                   | Aria, per una astrazione-costruzione                                        |
| 1988      | France                         | Paris                    | Fondation Dapper                                                  | Au royaume du signe                                                         |
| 1990      | Japon                          | Tokyo                    | Base Gallery                                                      | Movement of a Line                                                          |
| 1990      | Suisse                         | Riehen-Basel             | Haus Sandreuter (Galerie Wild)                                    | Abstrakte Malerei nach 1945                                                 |
| 2004      | Espagne                        | Madrid                   | Museo Nacional Centro de Arte Reina Sofía                         |                                                                             |
| 2008-2009 | France                         | Paris                    | Musée des arts premiers du Quai Branly                            | Le Siècle du Jazz                                                           |
| 2008-2009 | Italie                         | Rovereto                 | Museo di arte moderna e contemporanea di Trento e Rovereto (MART) | Il Secolo del Jazz, arte, cinema, musica e fotografia da Picasso a Basquiat |
| 2016      | Corée                          | Daejeon                  | Lee Ungno Museum                                                  | Abstraction in Europe (Lee Ungno, Georges Noël, Henri Michaux)              |
| 2017      | France                         | Paris                    | Galerie Thessa Herold                                             | La Danse des signes (Ung-no Lee, Georges Noël, Mark Tobey)                  |